# Lijst van voetbalinterlands Barbados - Bermuda
Deze lijst van voetbalinterlands is een overzicht van alle officiële voetbalwedstrijden tussen de nationale teams van Barbados en Bermuda. De landen speelden tot op heden twaalf keer tegen elkaar. De eerste ontmoeting, een kwalificatiewedstrijd voor de Caribbean Cup 1990, werd gespeeld in Devonshire op 27 mei 1990. Het laatste duel, een kwalificatiewedstrijd voor de CONCACAF Gold Cup 2021, vond plaats op 2 juli 2021 in Fort Lauderdale (Verenigde Staten).

## Wedstrijden
| №  | Plaats          | Datum            | Competitie                          | Wedstrijd          | Uitslag |
| -- | --------------- | ---------------- | ----------------------------------- | ------------------ | ------- |
| 1  | Devonshire      | 27 mei 1990      | Caribbean Cup 1990 kwalificatie     | Bermuda − Barbados | 1 − 1   |
| 2  | Devonshire      | 30 mei 1990      | Vriendschappelijk                   | Bermuda − Barbados | 3 − 0   |
| 3  | Devonshire      | 25 december 2003 | Vriendschappelijk                   | Bermuda − Barbados | 1 − 2   |
| 4  | Devonshire      | 31 december 2003 | Vriendschappelijk                   | Bermuda − Barbados | 0 − 4   |
| 5  | Bridgetown      | 23 november 2006 | Caribbean Cup 2007 kwalificatie     | Barbados − Bermuda | 1 − 1   |
| 6  | Devonshire      | 6 juni 2008      | Vriendschappelijk                   | Bermuda − Barbados | 2 − 1   |
| 7  | Devonshire      | 9 juni 2008      | Vriendschappelijk                   | Bermuda − Barbados | 3 − 0   |
| 8  | Devonshire      | 11 november 2011 | WK 2014 kwalificatie                | Bermuda − Barbados | 2 − 1   |
| 9  | Devonshire      | 14 november 2011 | WK 2014 kwalificatie                | Barbados − Bermuda | 1 − 2   |
| 10 | Devonshire      | 28 oktober 2017  | Vriendschappelijk                   | Bermuda − Bermuda  | 2 − 3   |
| 11 | Bridgetown      | 25 maart 2018    | Vriendschappelijk                   | Barbados − Bermuda | 0 − 0   |
| 12 | Fort Lauderdale | 2 juli 2021      | CONCACAF Gold Cup 2021 kwalificatie | Bermuda − Barbados | 8 − 1   |

## Samenvatting
| Competitie                     | Totaal gespeeld | Winst Barbados | Gelijk | Winst Bermuda | Doelsaldo Barbados – Bermuda |
| ------------------------------ | --------------- | -------------- | ------ | ------------- | ---------------------------- |
| WK-kwalificatie                | 2               | 0              | 0      | 2             | 2 − 4                        |
| CONCACAF Gold Cup-kwalificatie | 1               | 0              | 0      | 1             | 1 − 8                        |
| Caribbean Cup-kwalificatie     | 2               | 0              | 2      | 0             | 2 − 2                        |
| Vriendschappelijk              | 7               | 3              | 1      | 3             | 10 − 11                      |
| Totaal                         | 12              | 3              | 3      | 6             | 15 − 25                      |

Wedstrijden bepaald door strafschoppen worden, in lijn met de FIFA, als een gelijkspel gerekend.